# Ирурета, Хавьер
Хавьер (Хабо) Ируретагоена Амиано (исп. Javier Iruretagoyena Amiano; род. 1 апреля 1948, Ирун, Страна Басков) — испанский футболист и футбольный тренер.
Ирурета сделал выдающуюся карьеру игрока, играя на позиции форварда за клубы Атлетико Мадрид и Атлетик Бильбао. Будучи одним из ключевых игроков Атлетико, он наряду с такими звездами как Луис Арагонес и Хосе Эулохио Гарате был одним из главных кузнецов успешного выступления «матрасников» в начале 1970-х годов.
В роли тренера он работал с несколькими командами из высшего испанского дивизиона Ла Лига. Наиболее заметных успехов и признания на тренерском поприще он добился, работая с клубом Депортиво ла Корунья, став творцом того самого «Супердепора», который успешно выступал как на внутренней арене, так и в еврокубках в конце 90-х и начале 2000-х годов. Ирурета является обладателем уникального достижения — он тренировал обе известные галисийские (Депортиво ла Корунья и Сельта Виго) и обе баскские (Атлетик Бильбао и Реал Сосьедад) команды.

## Карьера игрока

### «Атлетико Мадрид»
Хавьер Ирурета родился в городе Ирун, испанская провинция Гипускоа. Свою карьеру он начал в местном клубе Реал Юнион, его дебют в первой команде состоялся в 1965 году. Двумя годами позже он помог своему клубу повыситься в классе и перейти во второй испанский дивизион сегунду, пробившись через плей-офф. Успехи молодого Ируреты не остались незамеченными скаутами более именитых клубов, расторопнее других оказался Атлетико Мадрид, в чей стан он и перешёл в 1967 году. Именно с Атлетико связаны самые громкие успехи Ируреты-игрока, два титула чемпиона Ла Лиги в сезонах 1969/70 (когда «Атлетико» был единственным из испанских клубов, кому удалось лишь второй раз за десятилетие прервать гегемонию мадридского «Реала» в чемпионате) и 1972/73 гг., победа в Кубке Испании в сезоне 1971/72 гг.
Успешно «матрасники» выступали и на европейской арене, добравшись до финала Кубка европейских чемпионов 1973-74 (в первом финальном матче Ирурета получил жёлтую карточку и не смог помочь команде в переигровке). В связи с тем, что победители КЕЧ Бавария Мюнхен отказались участвовать в розыгрыше межконтинентального кубка, Атлетико как вице-чемпион был приглашен вместо них. В двухматчевой дуэли с аргентинским Индепендьенте после выездного поражения 0-1 Атлетико победил дома со счётом 2-0, при этом Ирурета был автором одного из голов. Таким образом, испанцы победили с общим счётом 2-1 и завоевали трофей.

### «Атлетик Бильбао»
После девяти сезонов в составе «матрасников» Ирурета принял решение вернуться в Басконию и подписывает контракт с клубом Атлетик Бильбао. Главные достижения того периода карьеры пришлись на сезон 1976/77 гг., когда Ирурета завоевал серебряные медали Ла Лиги и Кубка УЕФА.
Хавьер Ирурета закончил карьеру игрока в 1980 году в возрасте 32 лет, всего он провел более 400 официальных матчей и забил более 100 голов.

## Карьера тренера

### Ранние годы
Свою тренерскую деятельность Ирурета начал в скромном клубе «Сестао», затем недолго тренировал «Логроньес», после чего возглавил «Овьедо» и в сезоне 1990/91 гг. вывел его на шестое место в Ла Лиге, что давало право играть в Кубке УЕФА. Позже, в 1998 году, он повторил этот успех с «Сельтой», попутно выиграв премию Тренер года по версии престижного испанского издания «Don Balon».

### «Депортиво ла-Корунья»
Но главные успехи Ируреты-тренера связаны только с одним клубом — «Депортиво ла Корунья». Возглавив «Депортиво» в 1998 году, уже в сезоне 1999/00 гг. он привел команду к её первому в истории чемпионству в Ла Лиге, попутно выиграв второй раз персональную премию Тренер года. За семь лет работы с «Депортиво» помимо исторического чемпионства он завоевал два комплекта серебряных медалей в сезонах 2000/01 и 2001/02 гг., два комплекта бронзовых в сезонах 2002/03 и 2003/04 гг., Кубок Испании 2001/02, при этом обыграв в финале Реал Мадрид на Сантьяго Бернабеу. Не менее успешными были выступления «Депортиво» в Кубке европейских чемпионов, дважды команда Ируреты играла в четвертьфиналах (сезоны 2000/01, 2001/02) и один раз в полуфинале (сезон 2003/04).

## Достижения

### Игрока
«Атлетико Мадрид»
- Победитель Ла Лиги (2): 1969/70, 1972/73
- Обладатель Кубка Испании: 1971/72
- Обладатель Межконтинентального кубка: 1974

### Тренера
«Депортиво»
- Чемпион Испании: 1999/00
- Обладатель Кубка Испании: 2001/02
- Обладатель Суперкубка Испании: 2000, 2002

## Личная жизнь
Женат, двое дочерей и сын Хавьер. Проживает в Лас-Аренас, пригороде Гечо.